# Хикори Хилс (Илиноис)
Хикори Хилс (енгл. Hickory Hills) град је у америчкој савезној држави Илиноис. По попису становништва из 2010. у њему је живело 14.049 становника.

## Демографија
Према попису становништва из 2010. у граду је живело 14.049 становника, што је 123 (0,9%) становника више него 2000. године.
| Група             | 2000.          | 2010.          |
| Белци             | 11.949 (85,8%) | 11.241 (80,0%) |
| Афроамериканци    | 172 (1,2%)     | 472 (3,4%)     |
| Азијати           | 290 (2,1%)     | 365 (2,6%)     |
| Хиспаноамериканци | 1.129 (8,1%)   | 1.777 (12,6%)  |
| Укупно            | 13.926         | 14.049         |